# Limonada suíça

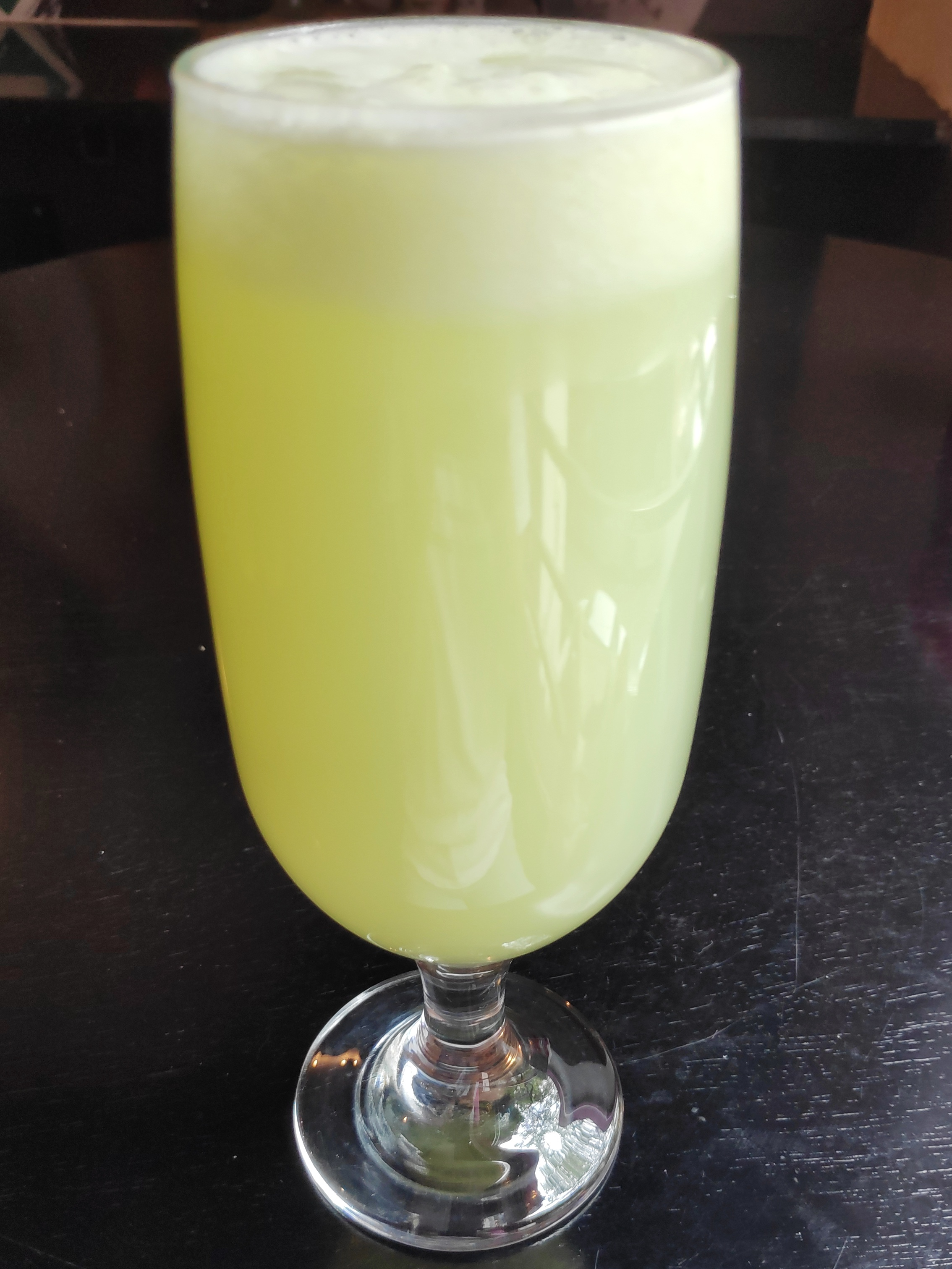
Limonada suíça

Limonada suíça (deutsch: Schweizer Limonade) ist der Name eines brasilianischen Getränks, das meist aus geschnittenen Limetten, Zucker, Wasser, (gezuckerter) Kondensmilch und Eissplittern besteht, im Mixer püriert und dann abgeseiht wird.

## Variationen
Es bestehen zahlreiche Variationen des Getränks. In einer Version wird keine Kondensmilch, dafür mehr Zucker beigegeben. Eine andere Variante zeichnet sich durch die Zugabe einiger Blätter Minze aus, die mit der Mischung im Mixer zerkleinert werden. So bekommt der Geschmack noch eine frischere Note. Einige ganze Blätter Minze werden zurückbehalten, um den Drink abschließend zu dekorieren. Weitere Varianten ergeben sich aus der Zugabe von Früchten wie Erdbeeren oder Mangos, damit ändern sich der Farbton und die Geschmacksnote. Um die Bitterkeit zu reduzieren, sollte das weiße Innere der Limetten entfernt und nur kurz gemixt werden, damit die weißen Kleinteile (Mesokarp, die weiße Schicht unter der Schale) beim Abseihen herausgefiltert werden können.

## Etymologie
Woher der in Brasilien gebräuchliche Name limonada suíça stammt, ist nicht geklärt. Einige vermuten, das Adjektiv sei im Zusammenhang mit der importierten Schweizer Kondensmilch dazugekommen. Sie stammte möglicherweise aus der Produktion der Anglo-Swiss Condensed Milk Company in Zürich, die mit Nestlé fusionierte und deren Name später im Firmennamen Nestlé aufging.